# Miłkowica
Miłkowica (bułg. Милковица) – wieś w Bułgarii, w obwodzie Plewen, w gminie Gulanci. Według danych szacunkowych Ujednoliconego Systemu Ewidencji Ludności oraz Usług Administracyjnych dla Ludności, 15 czerwca 2020 roku miejscowość liczyła 1 551 mieszkańców.

## Religia
W 1851 r. wybudowano cerkiew pw św. Michała Archanioła. Ikony zostały namalowane w 1895 roku przez mistrza Nestora Trajanowa.

## Osoby związane z miejscowością

### Urodzeni
- Ilija Prokopow (1952) – bułgarski historyk, archeolog